# Râul Valea Brădetului, Raciu
Râul Valea Brădetului este unul din cele două brațe care formează râul Raciu. 

## Hărți
- Harta Munților Bucegi  Arhivat în 28 mai 2008, la Wayback Machine.
- Harta Munților Leaota  Arhivat în 9 iunie 2008, la Wayback Machine.